# MVM Veszprém KC
MKB Veszprém KC (em húngaro:  Kézilabda Club Veszprém) é um clube de handebol de Veszprém, Hungria. O clube foi fundado em 1977, competindo inicialmente na liga local. é uma potência atual do handebol europeu.

## Palmarés
- Liga Húngara (25)
  - 1985 • 1986
  - 1991–92 • 1992–93 • 1993–94 • 1994–95 • 1996–97 • 1997–98 • 1998–99 • 2000–01 • 2001–02 • 2002–03 • 2003–04 • 2004–05 • 2005–06 • 2007–08 • 2008–09 • 2009–10 • 2010–11 • 2011–12 • 2012–13 • 2013–14 • 2014–15 • 2015–16 • 2016–17

- Taça da Hungria (26)
  - 1984
  - 1987–88 • 1988–89 • 1989–90 • 1990–91 • 1991–92 • 1993–94 • 1994–95 • 1995–96 • 1997–98 • 1998–99 • 1999–00 • 2001–02 • 2002–03 • 2003–04 • 2004–05 • 2006–07 • 2008–09 • 2009–10 • 2010–11 • 2011–12 • 2012–13 • 2013–14 • 2014–15 • 2015–16 • 2016–17

- Taça dos Vencedores das Taças da EHF (2)
  - 1991–92 • 2007–08

- Liga SEHA (2)
  - 2014–15 • 2015–16

- Liga dos Campeões da EHF
  - Finalista em 2002, 2015 e 2016
  - Terceiro Lugar em 2017
  - Semifinalista em 2003, 2006 e 2014

## Equipa

### Plantel 2017–18
| Guarda-Redes - 16 Roland Mikler - 32 Mirko Alilović Extremos Direitos - 17 Dragan Gajić - 24 Gašper Marguč Extremos Esquerdos - 02 Dejan Manaskov - 23 Cristian Ugalde Pivots - 05 Timuzsin Schuch - 18 Andreas Nilsson - 31 Blaž Blagotinšek - 33 Renato Sulić | Centrais Esquerdos - 13 Momir Ilić - 20 William Accambray - 30 Mirsad Terzić - 44 Iman Jamali - 96 Patrik Ligetvári Centrais - 22 Mátyás Győri - 66 Máté Lékai Centrais Direitos - 15 Kent Robin Tønnesen - 19 László Nagy - 27 Gábor Ancsin |

### Números Retirados
8  Marian Cozma - Pivot (homenagem póstuma)

### Transferências
Transferências para 2017-18
| Entradas - Ljubomir Vranjes (novo treinador vindo do SG Flensburg-Handewitt) - Iman Jamali (retorno do empréstimo ao HC Meshkov Brest) - Kent Robin Tønnesen (vindo do Füchse Berlin) - William Accambray (vindo do Paris Saint-Germain) - Dejan Manaskov (vindo do Rhein-Neckar Löwen) - Mátyás Győri (vindo do Balatonfüredi KSE) | Saídas - Péter Gulyás (reforma) - Gergő Iváncsik (reforma) - Ádám Borbély (para Wisła Płock) - Marko Kopljar (para Füchse Berlin) - Chema Rodríguez (para Saran Handball) - Ivan Slišković (término de contrato) |

## Ligações Externas
- Sítio Oficial
- página na EHF